# 小黄鸭调试法

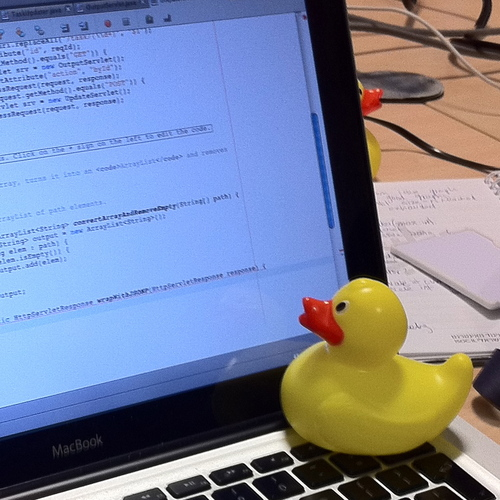
在電腦旁「幫忙」代码审查的小黄鸭

小黄鸭调试法，又称橡皮鸭调试法、黄鸭除虫法（Rubber Duck Debugging）是可在软件工程中使用的一种调试代码的方法。方法就是在程序的调试或测试过程中，操作人耐心地向小黄鸭解释每一行程序的作用，以此来激发灵感与发现矛盾。

## 名称由来
此概念是参照于一个故事。故事中程序大师随身携带一只小黄鸭，在调试代码的时候会在桌上放上这只小黄鸭，然后详细地向鸭子解释每行代码。
许多程序员都有向别人提问及解释编程问题的经历，而对象甚至可能是完全不懂编程的人。而就在解释的过程中，程序员可能就发觉了问题的解决方案。一边阐述代码的意图，一边观察它实际上的行为并做调试，两者间的任何不协调都会变得更明显，使人更容易发现错误所在。如果没有玩具小鸭，操作人也可以向其他任何东西倾诉，比如桌上的盆栽、键盘及鼠标等。

## 流行文化
2018年4月1日愚人节当天，问答网站Stack Exchange推出了名为“呱呱叫溢出（Quack Overflow）”的功能：一个小黄鸭形象会从网页右下方冒出来，它会倾听使用者的想法，并尝试给出解决方案。实际上，这个小黄鸭形象会看起来在思考并且尝试以文字回应，但最后只会以“呱呱”的鸭子叫声来回应使用者。Stack Exchange宣称这一功能与小黄鸭调试法有关。不过一些用户在看到这个小黄鸭形象时，以为是恶意软件的结果，没有意识到这是一个愚人节玩笑。